# Richard von Mises
Richard Edler von Mises (Lemberga, 19 de abril de 1883 — Boston, 14 de julho de 1953) foi um matemático e engenheiro mecânico austríaco nascido em Lemberga, na época pertencente à Áustria.

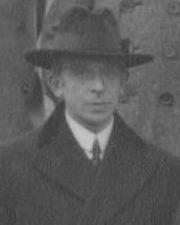
Richard von Mises (1930)

## Biografia

### Educação e Trabalhos
De ascendência judaica, era o segundo filho de Arthur Edler von Mises, perito técnico das estradas de ferro austríacas, e de Adele von Landau, e irmão mais novo do economista Ludwig von Mises, que foi tão famoso quanto ele na sua especialidade. Após fazer um curso técnico em mecânica, estudou matemática e física na Universidade Técnica de Viena. Obteve o seu doutorado em Viena (1907), depois foi professor de matemática aplicada em Estrasburgo (1909-1918), e tornou-se projectista e piloto de avião (1913), actuando durante a Primeira Guerra Mundial junto do exército áustro-húngaro. Em 1921, fundou o Zeitschrift für Angewandte Mathematik und Mechanik e tornou-se editor do jornal.

### Saída da Alemanha
Em 1933, Hitler ordenou retirar todos os professores judeus das universidades, e também aqueles que professassem a sua religião. Porém havia uma cláusula de isenção para os que tinham lutado na Primeira Guerra Mundial e, por isso, manteve a sua cadeira em Berlim (1933).
Como a isenção não era certa, mudou-se para a Universidade de Istambul (1933) e mais tarde, em 1939, emigrou para os Estados Unidos. Aí desenvolveu trabalhos com mecânica dos fluidos, aerodinâmica, aeronáutica, estatística e teoria de probabilidade.

### Morte
Richard faleceu de câncer   em 14 de julho de 1953, em Boston, Estados Unidos

## Vida pessoal
Richard se casou com a matemática Hilda Geiringer em 1943.

## Livros
- Richard von Mises, Philipp Frank, Heinrich Weber, Bernhard Riemann, Die Differential- und Integralgleichungen der Mechanik und Physik, 1925, 1930.
- Richard von Mises, Wahrscheinlichkeitsrechnung und ihre Anwendungen in der Statistik und theoretischen Physik, 1931.
- Richard von Mises, The critical external pressure of cylindrical tubes under uniform radial and axial load, (tradução de Kritischer Außendruck zylindrischer Rohre, 1917), U.S. Experimental Model Basin, Navy Yard, 1933.
- Richard von Mises, P. Frank, H. Weber e B. Riemann,  Die Differential- und Integralgleichungen der Mechanik und Physik, 2ª edição, 2 vols. Nova Iorque, Mary S. Rosenberg, 1943.
- Richard von Mises, William Prager e Gustav Kürti, Theory of Flight, Nova Iorque, McGraw-Hill, 1945.
- Richard Von Mises, Rilke in English: A tentative bibliography, The Cosmos Press, 1947
- Richard von Mises, Notes on mathematical theory of compressible fluid flow, Harvard University, Graduate School of Engineering, 1948.
- Richard von Mises, On Bergman's integration method in two-dimensional compressible fluid flow, Harvard University, Graduate School of Engineering, 1949.
- Richard von Mises, On the thickness of a steady shock wave, Harvard University, Dept. of Engineering, 1951.
- Presented to Richard von Mises by Friends, Colleagues and Pupils, Studies in Mathematics and Mechanics, Nova Iorque, 1954.
- Richard von Mises, Positivism: A Study in Human Understanding, G. Braziller, 1956. ISBN 0-486-21867-8 (Paperback, Dover, 1968 ISBN 0-486-21867-8).
- Richard von Mises, Mathematical Theory of Compressible Fluid Flow. Nova Iorque, Academic Press, 1958.
- Richard von Mises, Theory of Flight, Nova Iorque, Dover, 1959. ISBN 0-486-60541-8
- Richard von Mises, Selected Papers of Richard von Mises, 2 volumes, AMS, Rhode Island, 1963, 1964.
- Richard von Mises, Mathematical Theory of Probability and Statistics, Nova Iorque, Academic Press, 1964.
- Richard von Mises, Probability and Statistics, General, American Mathematical Society, 1964.
- Heinrich Sequenz ed. 150 Jahre Technische Hochschule in Wien. 1815–1965, Festschrift em 3 volumes, Springer Verlag, Viena, Nova Iorque, 1965.
- Richard von Mises e Kurt Otto Friedrichs, Fluid Dynamics, Nova Iorque : Springer-Verlag, 1971. ISBN 0-387-90028-4
- M. Pinl e L. Furtmüller, Mathematicians under Hitler, Em: Year Book XVIII of the Leo Baeck Institute, Londres, 1973.
- Richard von Mises, Theodore Von Karman, Advances in Applied Mechanics, Academic Press, 1975. ISBN 0-12-002015-7
- W. Roeder e H. A. Strauss, International Biographical Dictionary of Central European Émigrés 1933–1945, Saur, Munique, Nova Iorque, Londres, Paris, 1980–1983.
- Richard von Mises, Probability, Statistics and Truth, 2nd rev. English ed., Nova Iorque, Dover, 1981. ISBN 0-486-24214-5
- Richard von Mises, Kleines Lehrbuch des Positivismus. Einführung in die empiristische Wissenschaftsauffassung, Suhrkamp, 1990. ISBN 3-518-28471-1
- Richard von Mises, Wolfgang Gröbner, Wolfgang Pauli, Österreichische Mathematik und Physik, Die Zentralbibliothek, 1993. ISBN 3-900490-03-1
- Robert Winter, Das Akademische Gymnasium in Wien. Vergangenheit und Gegenwart, Viena, Colônia, Weimar, 1996.
- R. Siegmund-Schultze, Mathematiker auf der Flucht vor Hitler. Quellen und Studien zur Emigration einer Wissenschaft, Braunschweig e Wiesbaden, Vieweg, 1998.